# ジェモポリス工業団地
ジェモポリス工業団地 (タイ語:นิคมอุตสาหกรรมอัญธานี、เจมโมโพลิส、英語：Gemopolis Industrial Estate）は、タイのタイ工業団地公社の管理する工業団地の一つ。タイ中部バンコクプラウェート区に位置する。1993年に開設。 タイ語の名称からアンヤターニー工業団地とも言われる。

## 概要
ジェモポリス工業団地は、スワンナプーム国際空港に近接するタイ工業団地公社が管理する工業団地の一つで、タイ国初の宝石類産業の拠点とするためにI.G.S.社によって建設された。2008年にタイ工業団地公社よって免税区に指定されると装飾品、コンピュータ関連製品、通信機器などの製造、貿易事務所が誘致された。さらにI.G.S.社では2007年から『ジェモポリス拡張10年計画』を実施しており、スワンナプーム国際空港周辺地域にトレードセンター、ショッピングモール、ホテル、サービスセンター等を含む複合施設「ジェモポリス・シティ」（第2期整備事業）を造る計画も進めている。130社以上（内日系企業は6社）の宝石事業関連企業及び20,000以上の労働者が働いている。

## 管理事務所所在地
バンコク プラウェート区 ドークマイ地区、ソーイ31、ソーイ・スカーピバーン2、38
（38 ซอยสุขาภิบาล 2 ซอย 31 แขวงดอกไม้ เขตประเวศ กรุงเทพฯ 10250） 
- 各地からの距離
  - スワンナプーム国際空港より2km
  - クローントゥーイ港より20km
  - バンコク中心より30km
  - ドンムアン空港より50km
  - レームチャバン港より100km

## 用地
- 用地面積 - 総面積  27.7ha（内訳は一般工業区 12.7ha、商業区 6ha、公共インフラ施設区 7ha、住宅区および商的小規模工業区 2ha）

## 施設
- 水道水：首都水道公社が給水。
- 電力：キンケーオ分電所から24kV高圧電流。
- 電話：トゥルー・コーポレーション
- 廃水処理 ：長時間曝気活性汚泥式処理。
- ごみ焼却所:プラウェート区による回収。
- 道路：幹線道路は幅員25m、補助道路は幅員16m
- 洪水対策：放水口を2ヶ所に設置。3ヶ所にポンプ所（予備1ヶ所）を設置。
- セキュリティ:警備員による24時間待機体制。 。
- ワンストップサービスセンター（OSOS）:タイ工業団地公社本部およびジェモポリス工業団地事務所にある。

## 洪水
（2011年の工業団地の被災についてはタイ工業団地公社の2011年タイ北部・中部地域及びバンコク都における降雨・洪水被害の項を参照）
2011年10月20日現在浸水はしていないが、10月14日タイ工業団地公社により洪水被害の可能性がある工業団地として指定された。

## 関連事項
- 工業省 (タイ)
- タイ工業団地公社